# Australoechemus celer
Australoechemus celer är en spindelart som beskrevs av Schmidt och Piepho 1994. Australoechemus celer ingår i släktet Australoechemus och familjen plattbuksspindlar. Inga underarter finns listade.